# Д’Аркур, Анри
Анри д’Аркур (фр. Henri d'Harcourt; 2 апреля 1654 — 19 октября 1718) — французский военный и государственный деятель, маркиз де Бёврон, 1-й герцог д’Аркур, пэр и маршал Франции, рыцарь орденов короля (2 февраля 1705 года).

## Биография
Сын Франсуа III д'Аркура, маркиза де Бёврона, и Катрин Летелье.

### Голландская война
Поступил на службу во время Голландской войны 2 августа 1673 года корнетом в полк своего дяди маркиза де Тюри. Служил лагерным адъютантом у маршала Тюренна при осаде Унны, взятой 5 февраля 1674 года.
16 июня 1674 года участвовал в битве при Зинсхайме (между Гейдельбергом и Хайльброном) под командованием виконта де Тюренна, где были разбиты герцог Лотарингский и граф Капрара. Также сражался 4 октября при Энтцхейме, близ Страсбурга, где союзники были разбиты, 29 декабря при Мюльхаузене и 5 января 1675 года при Тюркхайме.
20 февраля 1675 года, после отставки маркиза де Сурша, стал полковником в полку Аркура. После смерти виконта Тюренна присоединился к полку во Фландрии, где и закончил кампанию.
В 1676 году служил в Германии.
При осаде Валансьена король 17 марта 1677 года поручил д’Аркуру командование Пикардийским полком. В тот же день крепость пала. Участвовал с этим полком в осаде Камбре: город сдался 5 апреля, но цитадель держалась до 17-го, и вовремя одной из атак д’Аркур был ранен. Затем он присоединился к Германской армии маршала Креки, и участвовал в осаде Фрайбурга, взятого 14 ноября.
После отставки своего отца унаследовал должность генерального наместника Верхней Нормандии (грамота дана в Сен-Жермен-ан-Ле 10 мая 1678 года).
6 июля 1678 года под командованием маршала Креки сражался у Рейнфельда, где был разбит граф фон Штаремберг. Отличился при переходе 23 июля через Кинтц, где были потрепаны отступавшие войска Карла Лотарингского. Участвовал в осаде Келя, павшего 27 июля.
С 20 декабря 1682 по февраль 1689 года был генеральным инспектором пехоты, 30 марта 1683 года назначен пехотным бригадиром.
В 1684 году в составе армии маршала Шомберга участвовал в осаде Люксембурга, сдавшегося 4 июня.

### Война Аугсбургской лиги
24 августа 1688 года произведен в лагерные маршалы. Воевал в Германии в составе армии дофина. Участвовал в осаде и взятии Филиппсбурга (29 октября 1688 года).
15 апреля 1690 года назначен командовать в провинции Люксембурга и графстве Шини вместо маркиза д’Юкселя. Наложил контрибуцию на Юлих и Кельн. 20 октября 1691 года его власть распространена до Мозеля.
В феврале 1691 года отставлен от командования Пикардийским полком.
В 1692 году служил в Мозельской армии маршала Буфлера, в августе вернулся к командованию в Люксембурге.
8 сентября нанес поражение 18-тысячному отряду из Нойбурга и Кельна, пытавшемуся силами 30 драгунских эскадронов произвести внезапное нападение на занятую французами территорию. Неожиданной атакой под Утревилем отбросил спешенных драгун, и взял в плен вражеского командира с большим числом солдат и офицеров.
26 декабря граф де Таллар, получивший ранение, передал д’Аркуру ведение осады Рейнфельда и Санкт-Геннера. Когда на помощь осажденным подошла армия ландграфа Гессен-Кассельского, имевшего значительное численное превосходство, д’Аркур организовал планомерное отступление французских войск.
30 марта 1693 года произведен в генерал-лейтенанты. 4 июня, после смерти маркиза де Молеврье, получил губернаторство Турне. 22—23 июля взял город и цитадель Юи. 29 июля внес большой вклад в победу маршала Люксембурга при Неервиндене.
28 апреля 1694 года назначен командовать обсервационной Мозельской армией, под верховным руководством маршала Буфлера, 20 апреля 1695 года получил приказ перейти к обороне.
15 марта 1696 года был назначен командующим десантной армией для высадки в Англии и восстановления Якова II на троне. Этот проект не был реализован, и 17 апреля д’Аркур был отправлен командовать на Мозеле, а зимой вернулся управлять Люксембургом.
7 мая 1697 года снова получил армию Мозеля; 20 сентября был заключен Рисвикский мир, и маркиз получил назначение послом в Мадрид, где пробыл три года.

### Война за Испанское наследство
По возвращении, 13 октября 1700 года получил командование армией, которая должна была собраться в Гиени из этой провинции, Фуа, Беарна и Наварры. Кампания не состоялась и д’Аркур снова отправился в Испанию в качестве чрезвычайного посла при Филиппе V.
В ноябре в Версале король пожаловал ему титул герцога, зарегистрированный парламентами Парижа (19 марта 1701) и Руана (30 июля 1701).
Недомогание заставило его в октябре 1701 года вернуться во Францию. 14 января 1703 года был пожалован чином маршала Франции, 26 февраля назначен командовать телохранителями короля, вместо умершего маркиза де Лоржа.
4 июня 1709 года получил командование армией в Германии, обеспечил безопасность Вейсенбургских линий, которым угрожал герцог Ганноверский, отправил отряд охранять переправы через Рейн в Верхнем Эльзасе, 20 августа направил корпус графа дю Бурга против генерала Мерси, которого разбили у Рюмерсхейма 26.
В ноябре был пожалован пэром Франции, титул зарегистрирован Парижским парламентом 28 февраля 1710 года.
24 апреля снова принял командование Германской армией, 16 июля получил генеральное наместничество во Франш-Конте, вакантное после смерти маркиза де Ранти. 19 сентября получил командование Фландрской армией, но поход не состоялся.
8 мая 1711 года вместе с маршалом Безоном получил командование Рейнской армией, и собрал контрибуцию со Шпейера, Ландау и Гермерсхейма. 30 апреля 1712 года маршалы получили то же назначение с заданием наблюдать за противником. В июле д’Аркур отказался от наместничества во Франш-Конте в пользу сына.
7 сентября 1715 года стал членом Совета Регентства. Людовик XIV предназначал его в качестве воспитателя своего преемника, но герцог умер, не успев вступить в эту должность.

## Семья
Жена (31.01.1687): Мари Анн Клод Брюлар (ок. 1670—15.12.1750), дочь Клода Брюлара, маркиза де Жанлис (ок. 1639—1673) и Анжелики Фабер (1649—1730)
Дети:
- Шарлотта Генриетта Франсуаза Элеонора д’Аркур (1688—), с 1707 монахиня в Кане
- Франсуа д’Аркур (1689—1750), герцог д’Аркур, маршал Франции. Жена 1) (14.01.1716): Маргерит Луиза Софи де Нёвилль де Вильруа (1698—1716), дочь герцога Никола де Вильруа[фр.] и Маргерит Летелье де Лувуа; 2) (31.05.1717): Мари-Мадлен Летелье (1698—1735), дочь Луи-Франсуа-Мари Летелье, маркиза де Барбезьё, и Мари-Терезы д’Алегр
- Луи-Анри д’Аркур (1692—1716), граф д’Аркур
- Луи Абрахам д’Аркур (1694—1750), аббат, герцог д’Аркур
- Клод Лидия д’Аркур (1696—1750). Муж (7.07.1720): Габриель Рене де Майок, граф де Креки (ок. 1665—1724)
- Клод Лидия д’Аркур, род. в Бургосе, умерла
- Луиза-Анжелика де Ла Круа д’Аркур (1699—1762), называемая Мадемуазель д’Аркур
- Шарль-Ардуэн д’Аркур, ум. юным
- Анн-Пьер д’Аркур (1701—1783), герцог д’Аркур, маршал Франции. Жена (7.02.1725): Тереза Евлалия де Бополь де Сент-Олер (1705—1739), дочь Луи де Бополя, маркиза де Сент-Олера, и Мари Терезы де Ламберт
- Анри-Клод д’Аркур (1704—1769), граф д’Аркур. Жена (15.01.1742): Мари-Мадлен Тибер-де-Мартре, графиня де Шиверни (ум. 1780), дочь Жака-Аннемона Тибер-де-Мартре и Маргарит-Мадлен де ла Гранж-Трианон
- Луи д’Аркур (1706—1711)